# 순창 석산리 마애여래좌상
순창 석산리 마애여래좌상(淳昌 石山里 磨崖如來坐像)은 대한민국 전북특별자치도 순창군 적성면 석산리에 있는, 고려시대에 만들어진 마애불 좌상이다. 선돌마을을 지나 도왕마을 쪽으로 1km 정도 올라간 곳에 있으며, 2003년 5월 16일 전라북도의 문화재자료 제184호로 지정되었다.

## 개요
순창 적성면의 선돌마을을 지나 도왕마을 쪽으로 1km 정도 올라간 곳에 위치하고 있다.
약 2.5m 정도되는 바위에 새겨져 있는데 오른쪽 대좌부분이 약간 떨어져 나간 것을 제외하고 전체적으로 보존상태는 양호한 편이다.
평평한 바위면에 두광과 신광, 불신, 대좌 등을 얕은 부조로 조각하였는데 전체적으로 신체에 비하여 얼굴이 큰 편이며 항마촉지인을 결한 채 결가부좌하였다.
머리 부분은 마치 두터운 모자를 쓴 듯 투박하게 표현되었으며 민머리에 큼직한 상투 모양의 육계가 묘사되었다. 얼굴은 정사각형에 가까운 편으로 눈은 마모되어 분명치 않으나 가늘게 뜨고 있는 듯하며 큼직한 코, 두툼한 입술 등이 얕게 부조되었다. 특히 입술은 가장자리를 쳐지게 표현하였으며 입술과 이마 선을 따라 붉은색의 칠이 선명하게 남아 있다.
목이 짧아서 3개의 주름인 삼도는 몸의 상단에 걸쳐지게 표현되었으며, 신체는 얼굴에 비하여 유난히 작게 표현되었는데 어깨가 좁고 위축되어 있다. 오른쪽 어깨에는 아무것도 걸치지 않았으며 왼쪽 어깨에는 대의 자락을 걸쳐 우견편단식 옷차림법을 보여 주고 있다. 법의 자락은 배부근에서 결가부좌한 두 다리 위로 평행밀집형의 가는 주름을 이루며 흘러내리고 있다.
오른손은 결가부좌한 다리 아래로 내려 촉지인을 결하고 있으며 왼손은 손바닥을 위로 하여 양 무릎 위에 살짝 올려 놓았다.
대좌는 연꽃모양으로 장식한 대좌이지만 오른쪽 부분이 파손되었으며 광배는 키형의 거신광 안에 두광과 신광을 표현하였는데 광배의 여백을 따라 당초무늬를 선각하였다.
이 마애불은 얕은 부조기법과 토속화된 얼굴 표현, 평행밀집형의 옷주름 표현 등에서 고려시대 불상의 특징을 보여주고 있으며 전체적으로 별다른 손상없이 잘 보존되어 있다. 특히 불신에는 채색을 하였던 흔적이 아직도 남아있어 당시 불상 조성의 일면을 보여주는 점에서 중요한 자료이다.

## 참고 자료
- 석산리마애여래좌상 - 국가유산청 국가유산포털